# Flashback (canção de After School)
"Flashback" é o quinto single em coreano do girl group sul-coreano After School, lançado em 20 de junho de 2012. O maxi single marca a primeira participação de Kaeun, integrante da quinta geração. Também marca o primeiro comeback desde a saída de Kahi do grupo para seguir carreira solo.

## Antecedentes
Em 9 de abril de 2012, a Pledis revelou que uma nova integrante se juntaria ao grupo. No dia seguinte, Kaeun foi oficialmente revelada como nova integrante e detalhes sobre um comeback coreano em junho foram revelados.
Em 11 de junho de 2012, a primeira imagem teaser, com todas as oito integrantes, foi lançada ao público através do site da Pledis Entertainment. Mais tarde naquele dia, o título do maxi-single foi revelado, "Flashback", juntamente com a lista de faixas.
No dia seguinte, uma segunda imagem teaser foi lançada, com Lizzy, integrante da terceira geração. A foto mostrou que o grupo estaria voltando para o seu conceito sexy, com Lizzy vestindo roupas de malha preta e em uma pose sensual, similar ao conceito que o grupo tinha quando estreou. Um dia após a foto de Lizzy, a foto de Uee foi revelada, seguida por Nana & Raina, Jungah, Juyeon, e finalmente E-Young & Kaeun. Embora tenha sido especulado que Nana se tornaria a líder, a Pledis anunciou que com a saída de Kahi, a posição de líder seria assumida por Jungah.

## Recepção crítica
"Flashback" recebeu em geral uma avaliação positiva. A revista Embrace You descreveu o maxi single como "criativo, divertido, emocionante, bem organizado, e demonstra os esforços de produção brilhantes. Não há enchimentos ou acréscimos musicalmente incorretos; cada faixa tem seu próprio potencial e apela não só para os fãs de pop e dança, mas para os amantes de baladas e R&B." A E-zine norte-americana deu à "Flashback" uma classificação de 5 de 5 pela perfeição.
"Flashback" foi a quarta canção mais tocada nas paradas de rádio coreanas de acordo com o Air Monitor, um site que monitora a calcula airplays de canções de 23 estações de rádio diferentes da Coreia. A canção conseguiu vencer a dura concorrência de Super Junior, 2NE1 e Sistar.
"Flashback" ficou na sexta colocação na Top 20 Canções de K-Pop de 2012 da Billboard.

## Lista de faixas
| N.º            | Título                                      | Letras         | Música                                             | Duração |  |
| 1.             | "Rip Off" (Versão em coreano)               | Jungah         | Joleen Belle, William "Bleu" McAuley, Windy Wagner | 3:00    |  |
| 2.             | "Flashback"                                 | TEXU           | TEXU                                               | 3:18    |  |
| 3.             | "Eyeline" (透視 – Apresentada por Nana)     | Min Sul        | Pitchline                                          | 3:19    |  |
| 4.             | "Wristwatch" (손목시계)                     | Kim Hyunah     | Wook Park                                          | 4:11    |  |
| 5.             | "Timeless" (Apresentada por Jungah & Raina) | Raina          | Thomas Karlsson, Jukoo, Rike Boomgarden            | 3:55    |  |
| Duração total: | Duração total:                              | Duração total: | Duração total:                                     | 17:41   |  |

## Desempenho nas paradas
A faixa-título, "Flashback", foi baixada 202.940 vezes na Coreia do Sul dois dias após seu lançamento e poucas horas depois de ser lançada a canção já estava em todas as principais paradas musicais online da Coreia do Sul. Em julho de 2012, a canção foi baixada 414.825 vezes, após ter sido baixada 363.875 vezes no mês de junho, e alcançado a 26ª posição na parada mensal de downloads da Gaon. A canção já foi baixada mais de 1 milhão de vezes. "Flashback" estreou em 15º lugar na Gaon Weekly Singles Chart e subiu para o 14º lugar na semana seguinte. O maxi single estreou na 3ª posição na Gaon Weekly Album Chart vendendo 14.197 cópias e também estreou na 2ª posição na Hanteo Weekly Album Chart. No final de 2012, o maxi single vendeu 16.885 cópias na Coreia do Sul.

### Álbum
| Parada                       | Melhor posição |
| ---------------------------- | -------------- |
| Gaon Weekly Album Chart      | 3              |
| Gaon Monthly Album Chart     | 11             |
| Gaon Yearly Album Chart      | 87             |
| Hanteo Real Time Album Chart | 1              |
| Hanteo Daily Album Chart     | 1              |
| Hanteo Weekly Album Chart    | 2              |

### Vendas
| Parada                | Vendas  |
| --------------------- | ------- |
| Gaon (vendas físicas) | 16.885+ |

| "Flashback" | 14 | 10 |

| "Rip Off" | 178 | — |
| "Eyeline" | 191 | — |

| "Flashback" | 3 | 2 | 3 |

## Histórico de lançamento
| País          | Data                | Formato          | Gravadora            |
| ------------- | ------------------- | ---------------- | -------------------- |
| Coreia do Sul | 20 de junho de 2012 | Download digital | Pledis Entertainment |
| Coreia do Sul | 21 de junho de 2012 | CD single        | Pledis Entertainment |
| Japão         | 2 de julho de 2012  | CD single        | Pledis Entertainment |
| Taiwan        | 24 de abril de 2013 | CD e DVD         | Avex Taiwan          |